# Paradolichurus californicus
Paradolichurus californicus là một loài côn trùng cánh màng trong họ Ampulicidae, thuộc chi Paradolichurus. Loài này được F. Williams mô tả khoa học lần đầu tiên vào năm 1960.